# Manfred Rommel
Manfred Rommel (født 24. december 1928 i Stuttgart, død 7. november 2013) var søn af generalfeltmarskal Erwin Rommel og hustru Lucie.
Manfred Rommel var politiker for CDU og overborgmester i Stuttgart fra 1974 til 1996, da han trak sig tilbage grundet en begyndende Parkinsons sygdom. Det forhindrede ham dog ikke i at få skrevet sine erindringer (udgivet 1998) og en række bøger om politik, økonomi og tyske forhold. 
Manfred Rommel var kendt for sit venskab med den amerikanske general George Patton jr., søn af hans fars arge modstander, general George Patton senior. 